# Università di Coventry
L'Università di Coventry è un'università pubblica situata a Coventry nel centro del Regno Unito. L'università accoglie 27 600 studenti ed è particolarmente rinomata nel settore dell'ingegneria e nel design automobilistico.

## Storia
La storia dell'Università di Coventry risale al 1843, con la creazione del Coventry College of Design. Nel 1970, il Coventry College of Art, il Lanchester College of Technology e il Rugby College of Engineering Techonology si sono fusi per formare il Lanchester Polytechnic, in omaggio al pioniere inglese dell'automobile, Frederick Lanchester. Nel 1987, l'istituto prenderà il nome di Coventry College of Design, e nel 1992, grazie al Further and Higher Education Act, gli è stato accordato lo status universitario prende il nome definitivo di Coventry University.
Il 27 novembre 2015, l'Università di Coventry riceve il prestigioso premio di Università dell'anno 2015 dal quotidiano americano Times Higher Education magazine.

## Campus
Il campus universitario è localizzato ad est del centro della città di Coventry, su una superficie totale di 130 000 m², adiacenti alla Cattedrale di Coventry e al Herbert Art Gallery and Museum.
L'edificio centrale è il The Hub, costruito nel 2011 e vincitore di un premio d'architettura. Nel Hub sono presenti l'Unione degli studenti di Coventry, il supporto studenti, un bar/nighclub, un piccolo supermercato e un caffè.
Nel 2012, viene inaugurato un nuovo edificio che ospita la facoltà di ingegneria, dall'architettura moderna e costato 55 milioni di sterline.

## Competizioni
Ogni anno, verso il mese di marzo, l'Università di Coventry e la vicina Università di Warwick disputano un torneo sportivo che prende il nome di Varsity.
Le squadre di calcio, cricket, hockey su ghiaccio, rugby e di pallavolo dell'Università disputano durante tutto l'arco dell'anno delle competizioni contro altre università del Regno Unito.

## Simbolo
Il logo universitario rappresenta una fenice, l'uccello mitologico che rinasce dalle proprie ceneri, per simbolizzare la ricostruzione della città di Coventry, pesantemente bombardata dai tedeschi durante la Seconda guerra mondiale.